# Dagsjön, Halland
Dagsjön är en sjö i Kungsbacka kommun i Halland och ingår i Rolfsåns huvudavrinningsområde. Sjön är 13,8 meter djup, har en yta på 0,02 kvadratkilometer och är belägen 120 meter över havet.